# The Hours (opera)
The Hours è un'opera di Kevin Puts su libretto di Greg Pierce, basata sull'omonimo romanzo di Michael Cunningham e sull'adattamento cinematografico dello stesso ad opera di Stephen Daldry. L'opera ebbe la sua prima assoluta il 22 novembre 2022 al Metropolitan Opera House.

## Struttura
Così come il romanzo e il film da cui è tratta, l'opera intreccia le giornate di tre donne in luoghi e tempi diversi: l'editrice Clarissa Vaughan nella New York nel 1999, la scrittrice Virginia Woolf nella Richmond del 1923 e la casalinga Laura Borwn nella Los Angeles del 1949.

## Trama

### Atto I
Dopo che il coro ha cantato alcuni frammenti dal prologi de La signora Dalloway, la scena si apre sulla New York del 1999, dove l'editrice Clarissa e la sua fidanzata Sally stanno preparando una festa per il loro amico Richard, che ha vinto un premio letterario per il suo ultimo romanzo. Richard è gravemente malato di AIDS e Sally dubita che riuscirà a partecipare, anche se Clarissa la rassicura. Clarissa esce di casa per comprare dei fiori e durante il tragitto è sorpresa da un uomo che canta sotto un arco. Mentre va dalla fioraia incontra anche Walter, un altro scrittore, che esprime dubbi simili a quelli di Sally sulla partecipazione di Richard alla festa; Clarissa ancora una volta insiste che Richard ce la farà e invita Walter alla festa.
Virginia Woolf si sveglia nella sua casa di Richmond nel 1923, ansiosa di mettersi all'opera e cominciare il suo nuovo romanzo. Il marito Leonard tuttavia è preoccupato e teme che la moglie si affatichi troppo, causando così un peggioramento della sua fragile salute mentale. Anche Virginia è ansiosa e pensa con rammarico alla pulsante vita del centro di Londra, così diverso dalla provinciale Richmond. Tuttavia, comincia a scrivere, anche se più tardi nel corso della giornata comincerà ad avere pensieri suicidi.
Clarissa arriva dalla fioraia che, con sua sorpresa, la bacia. Clarissa immagina una vita diversa in cui lei e Barbara (la fioraio) sono amanti clandestine, ma si riprende e ordina i fiori per la festa. Poi lascia il negozio alla volta dell'appartamento di Richard.
Nella Los Angeles della fine degli anni quaranta, Laura Brown è a letto a leggere La signora Dalloway, ma si sente in colpa perché la depressione le impedisce di adempiere i suoi doveri di moglie e madre. Pur sapendo che il figlio Richie e il marito Dan (di cui è il compleanno) la aspettano in cucina per la colazione, Laura continua a leggere. Il figlio e il marito si preoccupano per lei e, dopo che Dan va al lavoro, Laura e Richie cominciano a preparare una torna per il suo compleanno. Tuttavia, la torta brucia nel forno.
Clarissa arriva nell'appartamento di Richard, che è debole e in stato confusionale. Clarissa ricorda di quando loro due erano stati amanti molto anni prima e Richard la accoglie chiamandola "Signora Dalloway", un nome che a Clarissa non è mai piaciuto a causa della tragicità del romanzo. Quando Richard afferma di non sentirsi in grado di andare alla festa, Clarissa lo rimprovera e lo incoraggia a sforzarsi di più prima di lasciare l'appartamento.
Le vite delle tre donne si accavallono brevemente: preoccupata per Richard, Clarissa decide di tornare da lui; Laura scopre che l'amica Kitty (per cui nutre sentimenti romantici) ha un tumure, porta il figlio dalla babysitte e parte per Pasadena; Virginia, ansiosa e turbata, pensa di lasciare Richmond, ma è indecisa se annegarsi o andare alla stazione per prendere un treno per Londra.

### Atto II
Laura entra in una camera dell'Hotel Normandie con la sua copia de La signora Dalloway e un flacone di medicinali. Mentre legge il romanzo, comincia a pensare a Virginia Woolf e la immagina mentre si dirige verso il fiume per annegarsi. La stessa Laura comincia a pensare di suicidarsi, mentre Virginia è distratta dai suoi propositi suicidi dalla voce dell'uomo sotto l'arco. Leonard la trova e la riporta a casa, dove l'aspetta la sorelle Vanessa con i tre figli. 
Clarissa arriva davanti a casa di Richard e incontra Louis, un suo vecchio amico ed ex amante di Richard. Louis non riesce a farsi forza ed entrare nell'appartamento e i due ripensano all'estate trascorsa a Wellfleet, durante la quale Richard provava sentimenti per entrambi: bramava Louis per il suo corpo e Clarissa per tutto il resto.
A Richmond Virginia riceve la sorella e i tre nipoti: il maggiore, Quentin, ha trovato un uccello malato e la famiglia decide di preparagli un piccolo giagiclio di fiori e foglie dove possa morire in pace. Virginia, che riconosce che l'uccello è una femmina e che è già morta, comincia a preparare furiosamente un giaciglio con delle rose e nel farso ferisce accidentalmente la nipote Angelica con una spina; Vanessa, intimorita dallo stato d'animo della sorella, porta via i bambini.
Nella sua camera d'albergo, Laura ritorna in sé e si rimprova per i propri pensieri suicidi, ricordandosi di avere un marito e un figlio di cui occuparsi. Decide quindi di tornare a casa.
Clarissa rientra nell'appartamento di Richard e lo trova seduto sul davanzale della finestra. Prova a convincerlo a non buttarsi, ma Richard è distratto e afferma semplicemente che tutto quello che voleva era scrivere qualcosa di buono – non necessariamente di grande – che toccasse qualcuno; poi salta, precipitando sul selciato cinque piani più in basso. Mentre Clarissa controlla per vedere se Richard è ancora vivo, Virginia si rende conto che la sua malattia mentale è tornata e Laura lascia l'albergo per tornare a casa.
Laura passa dalla bambinaia per riprendere Richie, che confessa alla madre di aver avuto paura che anche lei, come Kitty, avesse un tumore. Quella sera a cena Laura, Richie e Dan festeggiano il compleanno, mentre Virginia ringrazia Leonard per tutta la felicità che le ha donato. La festa in onore per Richard a casa di Clarissa è diventata una veglia funebre. Laura arriva inaspettatamente e rivela a Clarissa di essere la madre di Richard, che aveva abbandonato molti anni prima dopo aver lasciato il marito.
Mentre gli ospiti lasciano la veglia, Virginia, Laura e Clarissa sperimentano un momento di autentica connessione attraverso lo spazio e il tempo, rendendosi conto di non essere da sole.

## Cast della prima assoluta
| Ruolo                 | Registro vocale | Interprete della prima rappresentazione (22 Novembre 2022, direttore Yannick Nézet-Séguin) |
| --------------------- | --------------- | ------------------------------------------------------------------------------------------ |
| Clarissa Vaughan      | soprano         | Renée Fleming                                                                              |
| Virginia Woolf        | mezzosoprano    | Joyce DiDonato                                                                             |
| Laura Brown           | soprano         | Kelli O'Hara                                                                               |
| Richard               | baritono        | Kyle Ketelsen                                                                              |
| Sally                 | mezzosoprano    | Denyce Graves                                                                              |
| Richie                | voce bianca     | Kai Edgar                                                                                  |
| Leonard Woolf         | tenore          | Sean Panikkar                                                                              |
| Dan Brown             | basso-baritono  | Brandon Cedel                                                                              |
| Louis                 | tenore          | William Burden                                                                             |
| Walter                | tenore          | Tony Stevenson                                                                             |
| Barbara               | soprano         | Kathleen Kim                                                                               |
| Kitty                 | soprano         | Sylvia D'Eramo                                                                             |
| L'uomo sotto l'arco   | controtenore    | John Holiday                                                                               |
| Nelly                 | mezzosoprano    | Eve Gigliotti                                                                              |
| Vanessa               | soprano         | Sylvia D'Eramo                                                                             |
| Impiegato dell'hotel  | controtenore    | John Holiday                                                                               |
| Signora Latch         | soprano         | Kathleen Kim                                                                               |
| Julian                | ruolo muto      | Atticus Ware                                                                               |
| Quentin               | ruolo muto      | Patrick Scott McDermott                                                                    |
| Angelica              | ruolo muto      | Lena Josephine Marano                                                                      |
| Signora Dalloway      | ruolo muto      |                                                                                            |
| Septimus Warren Smith | ruolo muto      |                                                                                            |

## Organico orchestrale
La partitura di Puts prevede l'utilizzo di
- 3 flauti, 3 clarinetti, 3 fagotti, 2 oboi, un corno inglese, un sassofono contralto
- 4 corni, 3 trombe, 3 tromboni, una tuba
- 2 arpe, un pianoforte
- timpani
- archi